# Kirovsk (oblast de Mourmansk)
Pour les articles homonymes, voir Kirovsk.
Kirovsk (en russe : Кировск), est une ville de l'oblast de Mourmansk, en Russie. Sa population s'élevait à 26 206 habitants en 2019.

## Géographie
Kirovsk est située au pied du massif des Khibiny, au bord du lac Bolchoï Voudyavr, à 175 km au sud de Mourmansk.

## Histoire

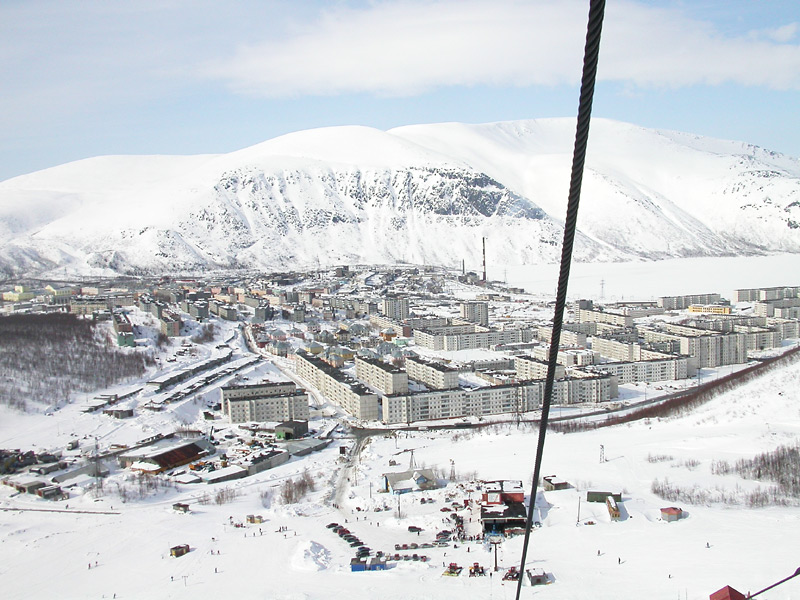
Vue en hiver

Kirovsk fut fondée en 1929, juste après la découverte d'importants gisements d'apatite et de néphéline par l'expédition dirigée par Alexandre Fersman dans le massif des Khibiny dans les années 1920. La localité s'appelait d'abord Khibinogorsk (Хибиного́рск). Elle fut construite en grande partie par des détenus ou exilés politiques. Elle reçut le statut de ville en 1931 et fut renommée Kirovsk en 1934, en hommage à Sergueï Kirov, qui avait organisé la mise en valeur des gisements. Elle a été bombardée par la Luftwaffe pendant la Seconde Guerre mondiale.
Kirovsk possède l'un des jardins botaniques les plus au nord du monde, avec une serre tropicale. La ville est devenue une station de ski populaire. Elle dispose de plusieurs hôtels pour touristes avec toutes les commodités modernes (saunas et jacuzzis pour les plus récents).
Kirovsk est aussi un endroit d'excursions pendant l'été et d'alpinisme. Le mont le plus élevé, le Youditvoumtchorr, s'élève à 1 200 m.

## Population
Recensements (*) ou estimations de la population
| 1937*  | 1939*  | 1959*  | 1970*  | 1979*  |
| ------ | ------ | ------ | ------ | ------ |
| 22 042 | 31 492 | 39 047 | 38 484 | 40 521 |

| 1989*  | 2002*  | 2010*  | 2013   | 2014   |
| ------ | ------ | ------ | ------ | ------ |
| 43 526 | 31 593 | 28 625 | 28 074 | 27 686 |

| 2015   | 2016   | 2017   | 2018   | 2019   |
| ------ | ------ | ------ | ------ | ------ |
| 27 250 | 26 971 | 26 687 | 26 581 | 26 206 |

## Sport
La ville possède un complexe aquatique tout neuf appelé Delfin avec piscine de 25 mètres, jacuzzi, bain turc et sauna.
Ski : la saison de ski est ouverte de mi-novembre à mi-mai avec trois zones de ski pour un dénivelé de 615 m environ. La station la plus élevée est celle d'Aikouayventchorr qui monte à 1 050 m et descend jusqu'en ville, avec téléskis et télésièges. Les pentes sud (615 m de dénivelé), Bolchoï Voudyavr, ont l'équipement le plus moderne. Cette station de ski est située à une dizaine de kilomètres de la ville. La troisième station, Koukisvoumtchorr, ou pentes du Vingt-Cinquième-Kilomètre, est à sept kilomètres du centre-ville, de l'autre côté du lac vers le nord. Une hutte de bois sert de la vodka et des saucisses. Il est possible de faire des excursions en louant des motoneiges.

## Transports

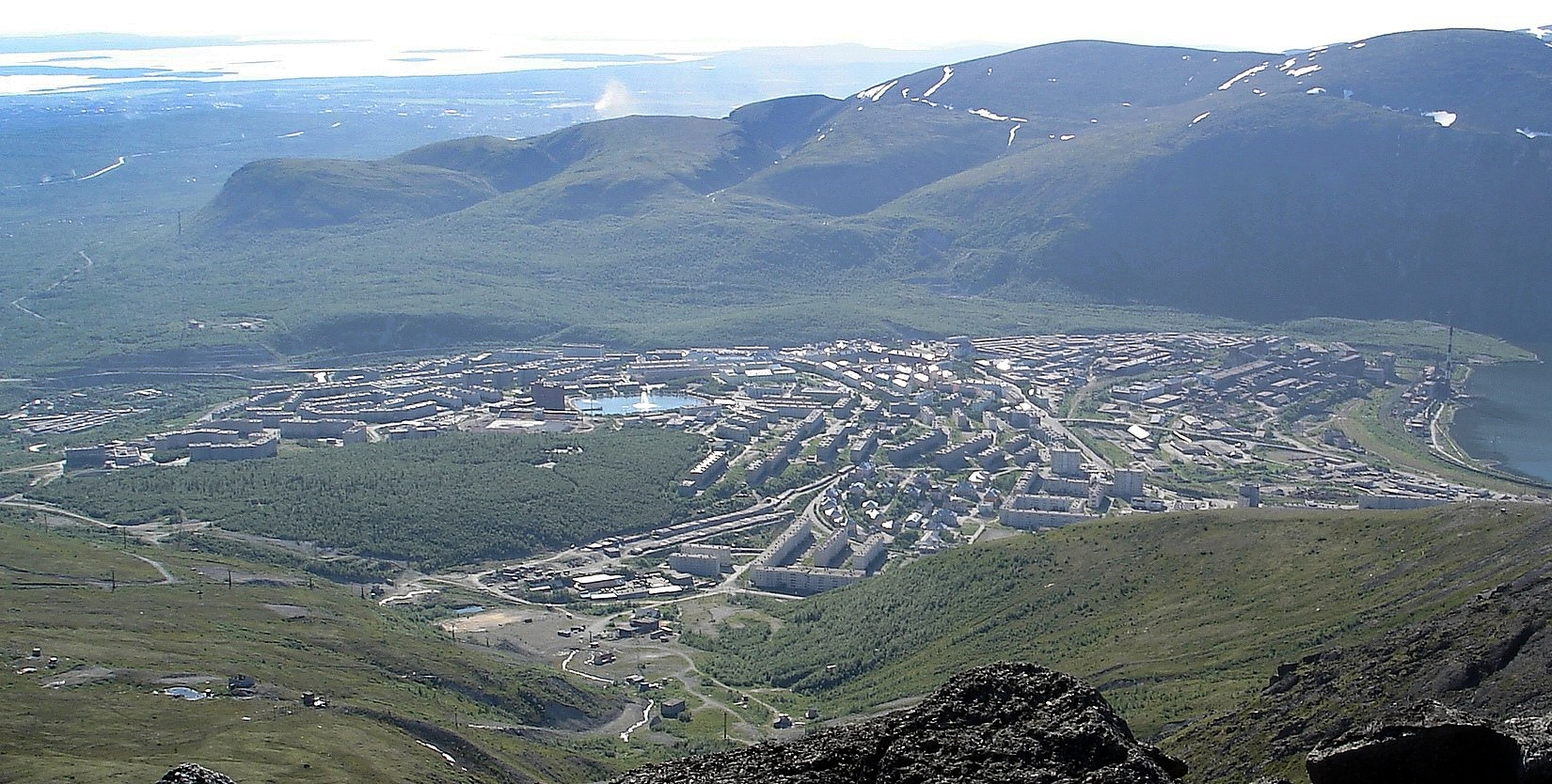
Vue de la ville en été à partir des hauteurs du mont Aïkouaïventchorr. On aperçoit à droite une partie du lac Bolchoï Voudyavr.

- La gare ferroviaire d'Apatity, à quinze kilomètres, dessert la ville. Elle est reliée à Kirovsk par les lignes d'autobus 5 et 13.
- Kirovsk dispose d'un aéroport interrégional, l'aéroport des Khibiny, à mi-chemin entre Apatity et Kirovsk.

## Personnalités
Sont nés à Kirovsk :
- Yevgeny Belyaev (1954-2003), fondeur soviétique.
- Venedikt Erofeïev (1938-1990), écrivain soviétique.

## Culture
Le film Leviathan d'Andreï Zviaguintsev a été tourné à Kirovsk.

## Culte
L'église du Sauveur, construite en pierre en 2004 surmontée de cinq bulbes se trouve à l'entrée de la ville. Elle dépend de l'éparchie de Mourmansk de l'Église orthodoxe russe.